# Station Haste (Han)
Station Haste (Han) (Bahnhof Haste (Han)) is een spoorwegstation in de Duitse plaats Haste, behorend tot de Samtgemeinde Nenndorf  in de deelstaat Nedersaksen. Het station ligt aan de spoorlijn Hannover - Minden en de spoorlijn Weetzen - Haste. 

## Indeling
Het station heeft vier perronsporen, één zijperron (spoor 1), één eilandperron (spoor 2 en 3) en één kopspoor (spoor 31). Het eilandperron heeft een overkapping. Vanaf dit perron vertrekken de doorgaande treinen (RE 60, RE 70 en S1), het zijperron wordt sporadisch gebruikt. Vanaf het kopspoor vertrekken beide S-Bahn-lijnen (S1, S2) richting Barsinghausen. Onder de perrons loopt een fiets- en voetgangerstunnel die te bereiken is via hellingbanen, trappen en liften. Langs het zijperron (spoor 1) staat het stationsgebouw, maar deze wordt niet meer als dusdanig gebruikt. 
Aan de voorzijde van het station is er een bushalte, taxistandplaats, Kiss & Ride-plaatsen, Parkeer en Reis-plaatsen en fietsenstallingen. De perronsporen 2 en 3 liggen aan de doorgaande spoorlijn en deze zijn deels afgestreept uit oogpunt van de veiligheid, omdat de baanvaksnelheid hier 200 km/h is. 

## Verbindingen
Het station is onderdeel van de S-Bahn van Hannover, welke wordt geëxploiteerd door DB Regio Nord. Daarnaast stoppen er ook Regional-Express-treinen van Westfalenbahn op het station. De volgende treinseries doen het station Haste aan:
| Serie | Treinsoort                       | Route | Bijzonderheden                      |
| ----- | -------------------------------- | --- | ----------------------------------- |
| RE 60 | Regional-Express (Westfalenbahn) | Rheine – Osnabrück Hbf – Bünde (Westf) – Löhne (Westf) – Bad Oeynhausen – Minden (Westf) – Haste (Han) – Hannover Hbf – Lehrte – Braunschweig Hbf | Ems-Leine-Express 1x per twee uur   |
| RE 70 | Regional-Express (Westfalenbahn) | Bielefeld Hbf – Herford – Löhne (Westf) – Bad Oeynhausen – Minden (Westf) – Haste (Han) – Hannover Hbf – Lehrte – Braunschweig Hbf                | Weser-Leine-Express 1x per twee uur |
| S1    | S-Bahn (DB Regio Nord)           | Minden (Westf) – Haste – Seelze – Hannover Hbf – Weetzen – Barsinghausen – Haste                                                                  |                                     |
| S2    | S-Bahn (DB Regio Nord)           | Nienburg (Weser) – Seelze – Hannover Hbf – Weetzen – Barsinghausen – Haste                                                                        | Zondags alleen Nienburg - Hannover  |

Hannover Hbf ·
Hannover-Nordstadt ·
Hannover-Leinhausen · 
Letter ·
Seelze ·
Dedensen/Gümmer ·
Wunstorf ·
Haste ·
Lindhorst ·
Stadthagen ·
Kirchhorsten ·
Bückeburg ·
Minden (Westf) ·
Porta Westfalica ·
Bad Oeynhausen ·
Löhne (Westf) ·
Hiddenhausen-Schweicheln ·
Herford ·
Brake ·
Bielefeld Hbf ·
Brackwede ·
Isselhorst-Avenwedde ·
Gütersloh Hbf ·
Rheda-Wiedenbrück ·
Oelde ·
Neubeckum ·
Ahlen (Westf) ·
Heessen ·
Hamm (Westf)